# Philodryas patagoniensis
Espèce
Synonymes
- Callirhinus patagoniensis Girard, 1858
- Philodryas schotti Günther, 1858
- Europhrys modestus Günther, 1858

Philodryas patagoniensis  est une espèce de serpents de la famille des Dipsadidae.

## Répartition
Cette espèce se rencontre :
- au Brésil dans les États du Rio Grande do Sul, du Mato Grosso, du Goiás, du Rondônia, du Pará et du Tocantins ;
- en Bolivie ;
- en Uruguay ;
- au Paraguay ;
- en Argentine dans les provinces de Misiones, de Corrientes, d'Entre Ríos, de Santa Fe, du Chaco, de Tucumán, de Córdoba, de Buenos Aires, de Catamarca, de Chubut, de Formosa, de Jujuy, de La Rioja, de La Pampa, de Mendoza, de Neuquén, de Río Negro, de Salta, de San Juan, de San Luis et de Santiago del Estero.

## Description
C'est un serpent venimeux de couleur verte et tacheté de noir.

## Étymologie
Son nom d'espèce, composé de patagoni[e] et du suffixe latin -ensis, « qui vit dans, qui habite », lui a été donné en référence au lieu de sa découverte, la Patagonie argentine.

## Publication originale
- Girard, 1858 "1857" : Descriptions of some new Reptiles, collected by the US. Exploring Expedition under the command of Capt. Charles Wilkes, U.S.N. Third Part. Proceedings of the Academy of Natural Sciences of Philadelphia, vol. 9, p. 181-182 (texte intégral).